# ウィンバリー (小惑星)
ウィンバリー (5555 Wimberly) は、小惑星帯に位置する小惑星である。 エドワード・ボーエルがアリゾナ州のローウェル天文台アンダーソン・メサ観測所で発見した。
ジェット推進研究所の太陽系力学部門に所属し、コンピュータシステムに関する豊富な知識で彗星や小惑星をフライバイする探査計画に貢献したレイヴネル・ウィンバリーに因んで名付けられた。